# Афионовые
Афионовые (лат. Aphyonidae) — семейство лучепёрых рыб из отряда ошибнеобразных. Встречаются в тропических и субтропических водах по всему миру. Это глубоководные рыбы, обитающие на глубине от 2000 метров до 6000 метров.

## Описание и биология
Афионовые — маленькие рыбки, обычно около 10 сантиметров в длину во взрослом состоянии. У них прозрачная студенистая кожа без чешуи. Спинной, хвостовой и анальный плавники объединены в одну ленту. Большинство видов неотеничны и во взрослом возрасте демонстрируют ряд особенностей, которые чаще всего ассоциируются с личинками рыб. Например, скелет кальцинирован лишь частично, а мышцы и жабры недоразвиты. Глаза, носовой орган и боковая линия также редуцированы, плавательный пузырь отсутствует.
Афионовые живородящи, рождают живых детенышей. Самцы связывают свою сперму в небольшие мешочки (сперматофоры), чтобы ее можно было хранить в течение длительного времени. Это позволяет им спариваться с неполовозрелыми самками, которые затем могут хранить сперму внутри яйцеводов до тех пор, пока не достигнут половой зрелости и яйцеклетки не будут готовы к оплодотворению. Эта необычная адаптация, вероятно, является ответом на трудности с поиском партнера в их темной и малонаселенной глубоководной среде обитания.

## Классификация
В семейство включают 7 родов:
- Aphyonus Günther, 1878
- Barathronus Goode & Bean, 1886
- Meteoria Nielsen, 1969
- Nybelinella Nielsen, 1972
- Paraphyonus Nielsen, 2015[3]
- Parasciadonus Nielsen, 1984
- Sciadonus Garman, 1899